# Dialog (셸 스크립트)
Dialog(다이얼로그)는 유닉스, 리눅스, POSIX 상에서 간단한 한 줄의 명령어로 동적인 디스플레이 화면을 구성하여 표현할 수 있게 만드는 유틸리티이며, 텍스트 사용자 인터페이스 위젯을 보여 주는 셸 스크립트에서 사용되는 응용 프로그램이다. Curses와 Ncurses를 사용한다.
Dialog는 사비오 램(Savio Lam)이 만들었으며 1994년에 0.3 버전으로 처음 올린 것으로 알려졌다. 그 뒤에 몇 명의 사람들에 의해 수정되었다. 1999년 이후로 토마스 디케이에 의해 관리되고 있다.